# Губін Олексій Олексійович
Олексій Олексійович Губін український військослужбовець капітан. Учасник російсько-української війни.
Дата народження: 4 лютого 1993 р.
Місце народження: 
Дата смерті: 16 червня 2022 р.
Місце смерті: Терешківка Сумська область.
Роки служби: 2015-2022
Almater : ХНПУ імені Г. С. Сковороди
Вид ЗСУ: 160 Зрбр.
Нагороди: медаль за участь в АТО, відзнака за участь в АТО, медаль ветеран війни.
Народився 4 лютого 1993 році. Закінчив Таранівську школу вступив до фізико-математичного факультету ХНПУ ім. Г. С. Сковороди за спеціальністю Фізика і військову кафедру Харківський національний університет повітряних сил України імені Івана Кожедуба.
Проходив службу у 160 Одеська зенітна ракетна бригада на посаді начальник штабу перший заступник командира 1601-го зенітного ракетного дивізіону 160-ї зенітна ракетна бригада.
Учасник АТО.
Загинув 16 червня 2022 року в с.Терешківка Сумська область внаслідок ворожого авіаудару тоді загинули командир підполковник Сергій Мазін, старший лейтенант Євгеній Босюков.
Похований 18 червня 2022 року в м. Таранівка.
Залишилися батьки, сестра, дружина, і донечка.
Нагороди: * Орден Богдана Хмельницького 3-го ступеня (посмертно)
- Медаль учасник АТО.
- Відзнака за участь в АТО.
- Ветеран війни.